# トウヨウタマガイ
トウヨウタマガイ（東洋玉貝） Naticarius orientalis はタマガイ科に分類される肉食性の巻き貝の一種。殻は3.0 - 3.7cmほどの球状で淡褐色、軟体は橙褐色で白い線状紋がある。太平洋西部からインド洋の暖海の潮間帯から水深30mほどの砂地に生息し、他の貝類を襲って食べる。和名は種小名 orientalis （東洋の～）から。

## 形態

### 殻
殻質は厚く頑丈で、殻高・殻径とも3.0 - 3.7cmほどになり、この属のうちインド・西太平洋の暖海に分布するものでは最も大型になる種の一つである。螺塔は低く体層は大きく丸く膨らむ。縫合は深く明瞭で、縫合から肩に向かってはいくぶん盛り上がるようになる。この部分にはシワ状の縦溝を刻み、臍の周縁にも不明瞭な成長脈があるが、他はほとんど平滑。臍孔はC字状に広く開き、半円形の臍索が突出する。殻口は半円形で広く、内面はほぼ白色。
全体に淡い褐色で、これといった斑紋はないが、成長線に沿って色の濃淡があるほか、縫合下と殻底は白っぽくなることが多い。ときに周縁にも不明瞭な白色帯を現すことがある。しかし淡褐色のやや厚い殻皮をもつため、殻皮がある場合には殻本体の淡い色彩はほとんど見えない。

### 蓋
蓋（ふた）はタマガイ科の分類で重要視されるが、本種のそれは半円形の硬い石灰質で、殻口を隙間なく塞ぐことができる。核は下端近くのやや内側にあり、内面は淡褐色の角質で、これが本来の蓋である。外面の白い石灰質部には数本の畝（うね）があるが、畝の数は5本 - 10本内外で変異する。最外の畝は他のものより細く、表面が顆粒状になる。内縁の直線的な部分には細かい刻みがある。このように蓋が厚い石灰質であることや、その外面に多数の畝があることはサザナミタマガイ属に共通の特徴である。

### 体
軟体は他のタマガイ類同様に殻に比して大きく、這っているときの体長は殻径の2 - 3倍。体の地色は橙褐色で、体には数本の白線が放射状に並び、周縁部も細い白線で縁取られる。触角は地色と同じ橙褐色。歯舌は紐舌型で、1個の中歯、その左右の1対の側歯、さらに外側の2対の縁歯の合計5個を横一列とし、これらが前後に何列も並んでおろしがね状になっている。

## 生態

### 生活
潮間帯 - 水深30m、もしくは水深10 - 30mの砂底に生息し、肉食性で貝類を捕食する。砂上、あるいは半ば砂中を這いながら他の貝類を見つけると大きな足で包み込むようにして捕え、酸と歯舌を用いて獲物の殻に丸い穴すり鉢状の穴をあけ、そこから吻を挿入して軟体を食べる。主に夜間に活動し、日中は砂中に潜っていることが多い。
雌雄異体で、交尾で受精したメスが産卵する。タマガイ類の卵塊は砂と卵をつづり合わせたもので、底の抜けた茶碗を伏せたかのような独特の形から「砂茶碗」と呼ばれる。その大きさや用いられる砂の粗さなどは種類によって多少異なることが知られているが、本種の卵塊についての詳細は不明である。

### 分布
太平洋西部 - インド洋に分布する。ほぼ太平洋プレート西縁部より西に生息しており、ミクロネシアではパラオとクェゼリン環礁のみから知られ、ポリネシアではマルキーズ諸島のみから知られるが、ニューカレドニアとマルキーズ諸島との間の広い範囲は分布の空白域となっている。日本では紀伊半島および九州西岸以南に分布する。オーストラリアでは西オーストラリア州のエクスマウスから知られるが、クイーンズランドにも分布していると推定されており、ニュージーランドでは北部のケルマディック諸島から記録されている。インド洋ではモザンビークまでの広い熱帯域に分布する。

## 分類
- Gastropoda 腹足綱 Cuvier, 1797
  - Caenogastropoda Cox, 1960 新生腹足上目
    - Sorbeoconcha Ponder & Lindberg, 1997 吸腔目
      - Hypsogastropoda Ponder & Lindberg, 1997 高腹足亜目
        - Littorinimorpha Golikov & Starobogatov, 1975 タマキビガイ下目
          - Naticoidea Guilding, 1834 タマガイ上科
            - Naticidae Guilding, 1834 タマガイ科
              - Naticinae Guilding, 1834 タマガイ亜科
                - Naticarius Duméril, 1806 サザナミタマガイ属
                  - Naticarius orientalis (Gmelin, 1791) トウヨウタマガイ

注：ただし2005年に公表されたブシェ・ロクロワの分類ではSorbeoconcha（吸腔類）とHypsogastropoda（高腹足類）とを同等のクレード（clade）として扱い、前者にはオニノツノガイ上科とエンマノツノガイ上科のみを含め、タマガイ上科は後者に含めている。

### シノニム
本種が分類されるサザナミタマガイ属 Naticarius Duméril, 1806 は、臍索や蓋の形態を特徴とするが、同じ石灰質の蓋をもつタマガイ属 Natica の亜属とされる場合や、亜属さえ認めずに単に Natica として扱う場合もある。Kabat（2000）はそのように扱われたものも含めて下記のものを本種のシノニムとして挙げている。
- Nerita orientalis Gmelin, 1791
- Albula vitellus (Linnaeus, 1758)（ただしRöding, 1798が言うところのそれ）
- Cochlis explanata Röding, 1798
- Natica eburnea Deshayes, 1838　（Natica eburnea Cristofori & Jan, 1832の新参ホモニム）
- Natica orientalis (Gmelin, 1791)
- Natica (Naticarius) orientalis (Gmelin, 1791)

### 近似種
フロガイ Naticarius alapapilionis (Roding, 1798) は殻型や大きさがよく似るが、周縁に明瞭な色帯と点線状の模様をもつことで区別できる。

## 人とのかかわり
特に知られていない。